# Schloss Batzenhofen

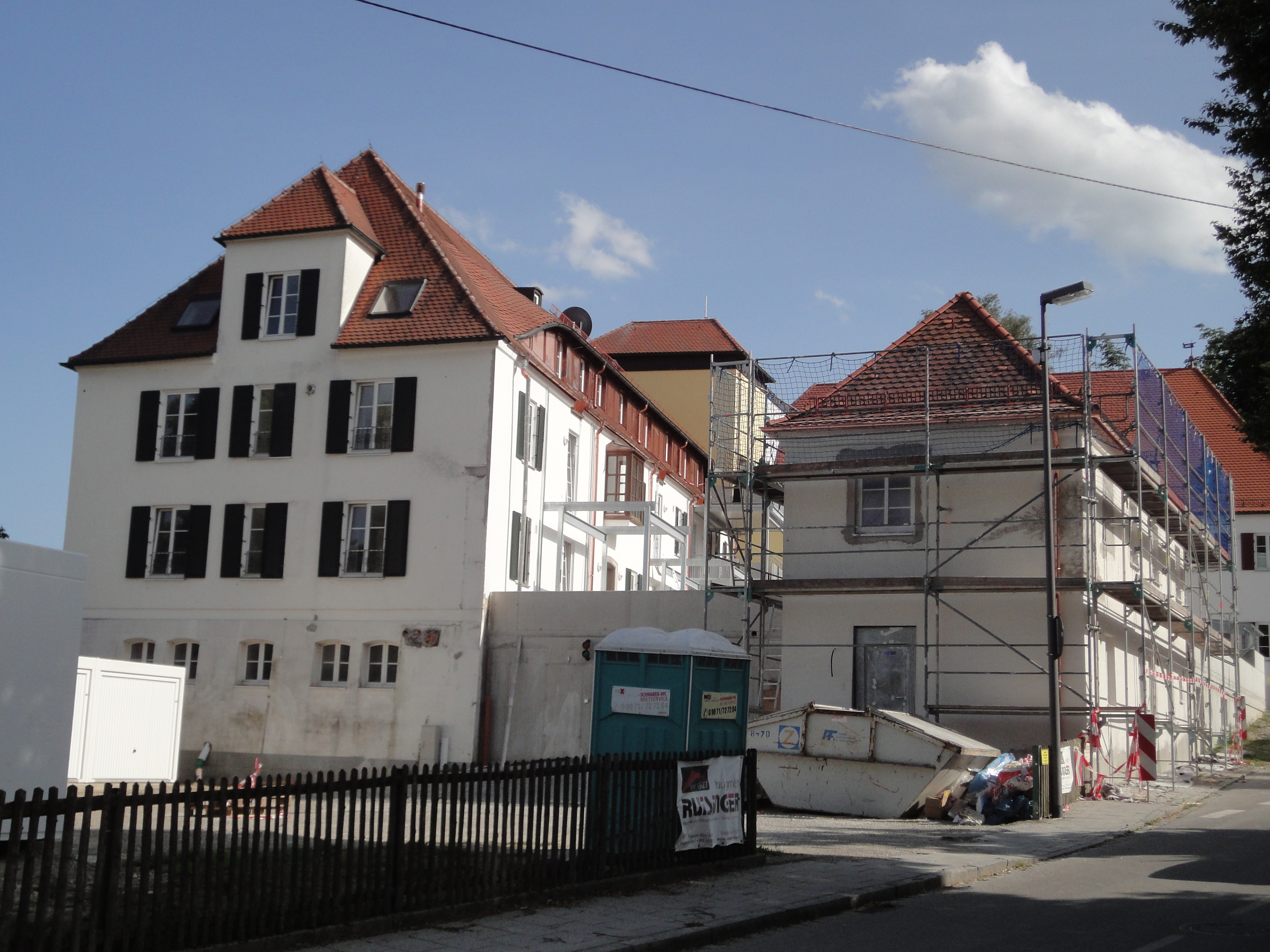
Ehemaliges Schloss Batzenhofen

Das Schloss Batzenhofen ist ein ehemaliger Sommersitz des Kanonissenstifts St. Stephan in Augsburg, zu dessen Gütern Batzenhofen gehörte. Das Schloss ist als Baudenkmal geschützt.

## Geschichte
Das Stift hatte bereits seit 969 Grundbesitz in Batzenhofen und erwarb den Ort nach dem Aussterben des Ortsadels 1530 ganz. Um 1750 wurde dann der zweigeschossige, hakenförmige Bau mit Walmdach oberhalb der Schmutter errichtet und als Sommersitz genutzt, das Dach- und Deckengebälk stammt aus dem Jahr 1712. Nach der Säkularisation von 1803 wurde das Gebäude direkt wieder durch das Kurfürstentum Bayern verkauft und von den neuen Besitzern in ein Brauhaus umgewandelt, das bis 1920 mit Gaststätte betrieben wurde. Der Braumeister Max Schmidt verkaufte das Haus dann an die Innere Mission, die zeitweise von 1925 bis 1928 unter dem Namen Sonnenhof ein Kinderheim hier unterhielt. Ab September 1928 wurde durch die Augsburger Diakonissenanstalt dann ein Altersheim mit zunächst 50 Plätzen eingerichtet, welches 1947/48 modernisiert und mit einem Anbau für weitere 40 Zimmer vergrößert wurde. Weitere Renovierungen und Modernisierungen mit Aufzug und Pflegestation folgten bis in die 1980er Jahre. Trotzdem entsprach das denkmalgeschützte Haus nicht mehr den Standards, und das Altenheim wurde 2007 in einen Neubau nach Gersthofen verlegt.
Das ehemalige Schloss wurde danach von dem Batzenhofer Sebastian Schaflitzel gekauft, unter Rückbau neuerer Anbauten vollständig saniert und in ein Mehrparteien-Wohnhaus umgewandelt. 2013 wurde der Umbau abgeschlossen.